# جو-آن: کینه
جو-آن: کینه (انگلیسی: Ju-on: The Grudge) فیلمی در سبک ترسناک فراطبیعی به کارگردانی تاکاشی شیمیز محصول سال ۲۰۰۲ است. مانند فیلم حلقه، جو-آن نیز با نام کینه و در سال ۲۰۰۴ در ایالات متحده بازسازی شده است.

## خلاصه داستان
روحی اسرارآمیز و کینه‌توز، هر کسی را که جرئت وارد شدن و زندگی کردن در خانه را به خود می‌دهد، نشانه‌گذاری و تعقیب می‌کند تا این که خانواده‌ای جدید به این مکان می‌آیند. آن‌ها خود را در تسخیر احساسات قوی و روح هاییتی می‌یابند.